# Frøs Arena
Die Frøs Arena (voller Name: Frøs Sparekasse Arena) ist eine Eissporthalle in der dänischen Stadt Vojens in der Haderslev Kommune, Sønderjylland. Sie bietet 5000 Plätze.

## Geschichte
Die seit dem 15. August 2018 nach dem neuen Hauptsponsor Frøs Sparekasse (Frøs) benannte Arena (bis 14. August 2018: SE Arena (Auslauf Vertrag über die Namensrechte)) wurde 2011 eröffnet. Der Sponsorenvertrag läuft über drei Jahre.
Die Eishalle ersetzte die veraltete und nicht einmal halb so große Vojens Skøjtehal. Die Frøs Arena ist die Heimspielstätte des Eishockeyclubs SønderjyskE Ishockey aus der Metal Ligaen.
Das erste Spiel in der neuen Arena war ein Testspiel zwischen SønderjyskE Ishockey und den Hamburg Freezers.
Vom 7. bis 10. Februar 2013 war die SE Arena Austragungsort der Spiele der Qualifikationsgruppe F für das olympische Männer-Eishockeyturnier 2014 in Sotschi. Die Mannschaften von Gastgeber Dänemark, Slowenien, Belarus und der Ukraine nahmen teil. Außenseiter Slowenien qualifizierte sich als Gruppensieger für die Olympischen Winterspiele. Dänemark wurde Tabellendritter.